# Liste der Kulturgüter in Geltwil
Die Liste der Kulturgüter in Geltwil enthält alle Objekte in der Gemeinde Geltwil im Schweizer Kanton Aargau, die gemäss der Haager Konvention zum Schutz von Kulturgut bei bewaffneten Konflikten, dem Bundesgesetz vom 20. Juni 2014 über den Schutz der Kulturgüter bei bewaffneten Konflikten sowie der Verordnung vom 29. Oktober 2014 über den Schutz der Kulturgüter bei bewaffneten Konflikten unter Schutz stehen.
Objekte der Kategorien A und B sind vollständig in der Liste enthalten, Objekte der Kategorie C fehlen zurzeit (Stand: 1. Januar 2023). Unter übrige Baudenkmäler sind weitere geschützte Objekte zu finden, die in der Bau- und Nutzungsordnung der Gemeinde verzeichnet und nicht bereits in der Liste der Kulturgüter enthalten sind.

## Kulturgüter
| Foto |                                                                            | Objekt                                          | Kat. | Typ | Standort                                   | Beschreibung |
| ---- | -------------------------------------------------------------------------- | ----------------------------------------------- | ---- | --- | ------------------------------------------ | ------------ |
| ja   | Datei hochladen · Wikidata zu Wohnhaus Isenbergschwilerstrasse (Q19362314) | Wohnhaus Isenbergschwilerstrasse KGS-Nr.: 00111 | A    | G   | Isenbergschwilerstrasse 37 668102 / 233065 |              |
| ja   | Datei hochladen · Wikidata zu Wegkapelle (Q29576101)                       | Wegkapelle KGS-Nr.: 15398                       | B    | G   | Dorfstrasse 666990 / 233556                |              |

## Übrige Baudenkmäler
| ID | Foto |                                                          | Objekt             | Typ | Standort                            | Beschreibung |
| -- | ---- | -------------------------------------------------------- | ------------------ | --- | ----------------------------------- | ------------ |
| 35 | ja   | Datei hochladen                                          | Sonderbundsdenkmal | K   | Freudhof 666874 / 233520            |              |
| 36 | ja   | Datei hochladen · Wikidata zu Kapelle, 1892 (Q125172809) | Kapelle (1892)     | G   | Isenbergschwil 40.2 668097 / 233181 |              |
| 37 |      | Datei hochladen                                          | Wegkreuz           | K   | Ättenbergstrasse                    |              |

Legende: Siehe Legende der Liste der Kulturgüter von nationaler und regionaler Bedeutung. Anstelle der KGS-Nummer wird als Objekt-Identifikator (ID) die Inventar- oder Gebäudenummer in der Bau- und Nutzungsordnung der Gemeinde verwendet.